# Левженський
Ле́вженський (рос. Левженский, ерз. Левженский) — селище у складі Рузаєвського району Мордовії, Росія. Адміністративний центр та єдиний населений пункт Приріченського сільського поселення.
Стара назва — совхоз Левжинський.

## Населення
Населення — 1164 особи (2010; 1261 у 2002).
Національний склад (станом на 2002 рік):
- росіяни — 81 %